# Clotxa
La clotxa és un menjar tradicional de les Terres de l'Ebre, i en especial de la Ribera d'Ebre, que consisteix en una mena d'entrepà fet amb un pa rodó buidat parcialment de molla i omplert principalment d'arengades i cebes, tomates i alls escalivats.

## Elaboració
La clotxa tradicional consta d'un pa partit pel mig, farcit, en uns casos de peix salat (tonyina o sardina de llauna -arengada-), en altres de carn adobada (botifarra, cansalada viada o llonganissa) i sempre amb hortalisses (alls, ceba i tomàquets per penjar), generalment acompanyat d'olives negres. Els ingredients de la clotxa tradicional de la Ribera d'Ebre són: el pa de pagès, arengades, ceba, tomàquets, alls, oli d'oliva i sal.
Per a fer una clotxa cal tallar el pa de pagès per la meitat i treure'n la molla. A part d'açò, cal coure l'arengada a la brasa i escalivar els alls, la ceba i els tomàquets. Un cop cuites les verdures, es pelen i s'esmicola la carn de l'arengada. Seguidament s'emplena el pa amb l'arengada, els trossos de ceba, els alls i les tomates. S'afegeix un raig d'oli d'oliva i sal i es tapa amb la molla que s'ha extret a l'inici.

## Història
Els pagesos preparaven aquest menjar quan anaven a treballar al camp. La clotxa defineix molt bé alguns dels trets populars que han estat l'expressió de les formes de vida més antigues i tradicionals de l'ampli territori de les Terres de l'Ebre: llaüters, pagesos, pescadors, plegadores d'olives i veremadors.
Si bé el terme clotxa actualment està generalitzat a les Terres de l'Ebre, hi ha en aquest territori altres pans farcits, de la mateixa tradició culinària que la clotxa que s'anomenen amb altres termes i expressions. Així, trobem la barqueta de pa (Amposta, Tortosa), la berena (Arnes), el canto de pa (Tivissa), el cantó de pa (Aldover, Ginestar, Paüls, el Perelló, el Priorat, Rasquera, Tortosa), el dinar (Horta de Sant Joan), la fogassa i la fogasseta (Aldover, Xerta), la mordassa de pa (el Pinell de Brai) i la sardina a la panada (la Pobla de Massaluca).

## Etimologia
El terme clotxa prové de la base preromana indoeuropea *klott//ka o kloptika, derivada de *klopton, que vol dir clot o clotet; i un clot és el que hom fa a la clotxa de pa per a farcir-la amb diversos aliments. Clotxa és un mot antic que procediria de la llengua mossàrab.

## Festa de la Clotxa

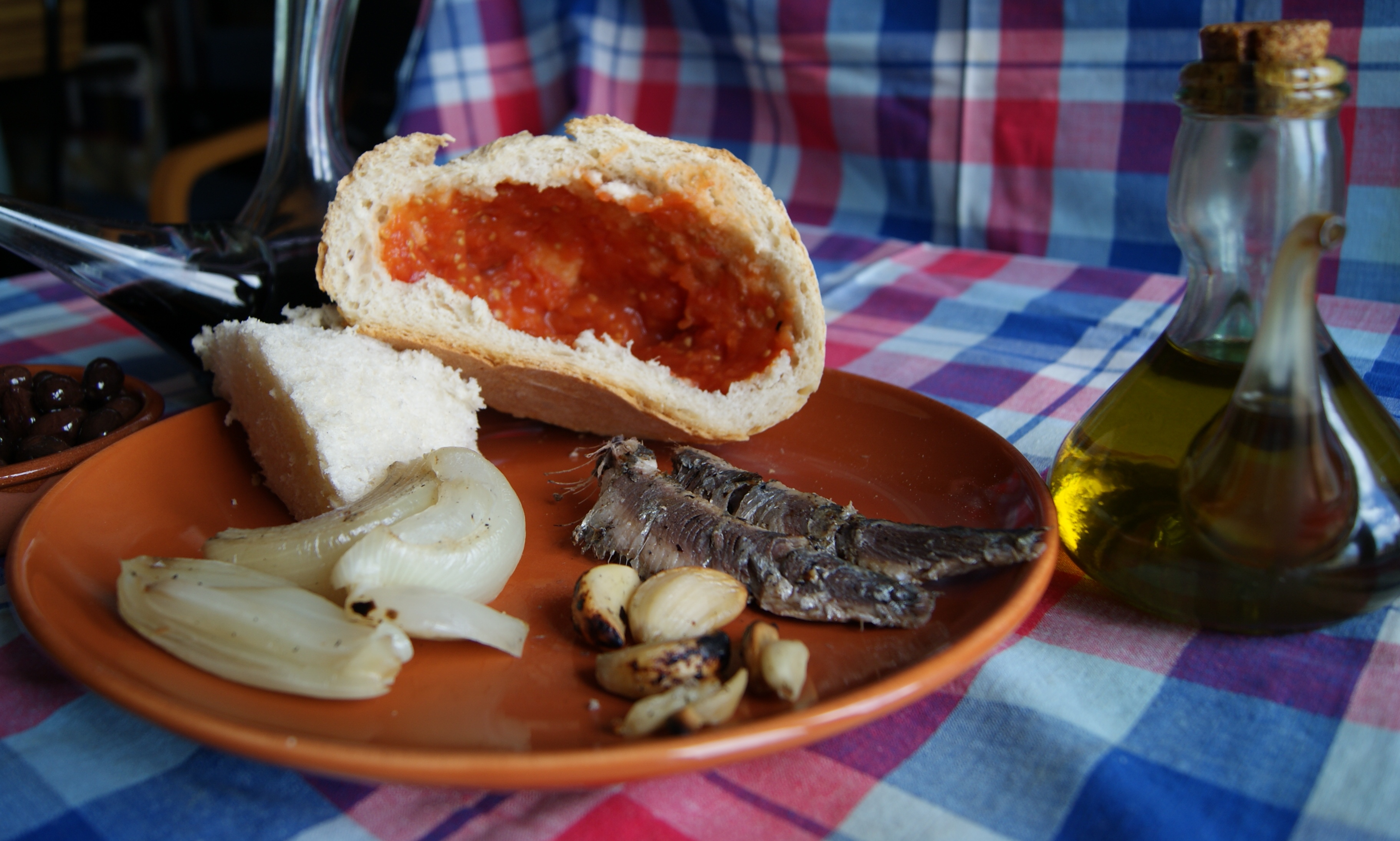
Clotxa tradicional

De l'any 2004 ençà, cada any, té lloc la "Festa de la Clotxa", una diada turística, gastronòmica i popular de caràcter itinerant pels municipis de la Ribera d'Ebre. La Festa de la Clotxa està organitzada pel Consell Comarcal de la Ribera d'Ebre i l'Associació d'Empresaris de l'Hostaleria de la Ribera d'Ebre. A més, entre els mesos de gener i març, bona part dels restaurants de la comarca acullen les Jornades Gastronòmiques de la Clotxa, fet que consisteix en la incorporació de la clotxa i les seves variants a les seves cartes i menús.
La Festa de la Clotxa se celebra sempre el diumenge, entre els mesos de febrer i març. S'enceta amb l'acte institucional de la seva presentació i després, es degusten les clotxes, acompanyades de vi negre i olives. La celebració té sempre un fons de música tradicional que anima la jornada. Amb els anys, aquesta festa ha afavorit la innovació i la creativitat a la cuina mediterrània, ja que ha permès d'experimentar nous formats de clotxa, cosa que ha afavorit l'aparició d'una nova cuina de la clotxa en el món de la restauració de la Ribera d'Ebre. Edicions i poblacions acollidores de la Festa de la Clotxa:
- 2004: Móra la Nova
- 2005: Riba-roja d'Ebre
- 2006: Móra d'Ebre
- 2007: Flix
- 2008: Garcia
- 2009: La Torre de l'Espanyol
- 2010: Ginestar
- 2011: Ascó
- 2012: Rasquera
- 2013: Miravet
- 2014: Vinebre
- 2015: Tivissa
- 2016: La Palma d'Ebre
- 2017: Benissanet
- 2018: La Serra d'Almos
- 2019: Darmós
- 2020: Móra la Nova